# II. třída okresu Jindřichův Hradec 2017/2018
V soubojích fotbalové II. třídy okresu Jindřichův Hradec 2017/2018, jedné ze skupin 8. nejvyšší fotbalové soutěže, se utkalo 14 týmů dvoukolovým systémem podzim – jaro. Tento ročník skončil v červnu 2018. Postup do I.B třídy si zajistily první dva týmy TJ Lokomotiva České Velenice a FK Studená, do III. třídy sestoupil poslední tým TJ Jiskra Chlum u Třeboně.

## Výsledná tabulka
| Poř. | Tým                            | Z  | V  | R | P  | VG | OG | B  |
| ---- | ------------------------------ | -- | -- | - | -- | -- | -- | -- |
| 1.   | TJ Lokomotiva České Velenice   | 26 | 20 | 3 | 3  | 71 | 23 | 63 |
| 2.   | FK Studená                     | 26 | 17 | 6 | 3  | 64 | 26 | 57 |
| 3.   | AC Buk (N)                     | 26 | 15 | 4 | 7  | 52 | 34 | 49 |
| 4.   | FK Stará Hlína                 | 26 | 13 | 4 | 9  | 46 | 49 | 43 |
| 5.   | TJ Sokol Stráž nad Nežárkou    | 26 | 12 | 5 | 9  | 50 | 49 | 41 |
| 6.   | FC Peč (N)                     | 26 | 11 | 4 | 11 | 63 | 50 | 37 |
| 7.   | TJ Sokol Číměř                 | 26 | 10 | 4 | 12 | 59 | 57 | 34 |
| 8.   | TJ Jiskra Strmilov             | 26 | 10 | 2 | 14 | 57 | 58 | 32 |
| 9.   | TJ Sokol Suchdol nad Lužnicí B | 26 | 9  | 5 | 12 | 53 | 64 | 32 |
| 10.  | TJ Dyje Staré Hobzí            | 26 | 10 | 1 | 15 | 45 | 64 | 31 |
| 11.  | Sokol Halámky                  | 26 | 8  | 5 | 13 | 49 | 54 | 29 |
| 12.  | TJ Kunžak                      | 26 | 8  | 5 | 13 | 55 | 71 | 29 |
| 13.  | SK Novosedly nad Nežárkou      | 26 | 7  | 7 | 12 | 33 | 47 | 28 |
| 14.  | TJ Jiskra Chlum u Třeboně      | 26 | 2  | 5 | 19 | 25 | 64 | 11 |

Poznámky:
- Z = Odehrané zápasy; V = Vítězství; R = Remízy; P = Prohry; VG = Vstřelené góly; OG = Obdržené góly; B = Body; (S) = Mužstvo sestoupivší z vyšší soutěže; (N) = Mužstvo postoupivší z nižší soutěže (nováček)

|  | Postup do I.B třídy                           |
|  | Sestup do III. třídy okresu Jindřichův Hradec |